# 田辺はるか
田辺 はるか（たなべ はるか、1983年2月2日 - ）は、日本の元グラビアアイドル。アバンギャルドに所属していた。福島県出身。

## 来歴・人物
コンピューター系専門学校を卒業、専門学校では学生会会長も務めていた。専門学校卒業後は地元・福島の銀行に就職し、預金の窓口業務を行っていた。「何か新しい世界を見たい」として友人と東京に遊びに出て来たところをスカウトされ、これがきっかけで芸能界デビューが決まり半年ほどで銀行を退職、2003年にグラビアアイドルに転向。2004年、日本テレビの期間限定アイドルユニット「日テレジェニック2004」に最年長で選出された。
血液型A型。好きな男性のタイプは、優しくて面白くて背中が広くて声が格好いい人。公表していたサイズは身長166cm、B99cm（Hカップ）、W58cm、H85cm（2004年〜2005年当時）とあるが、イメージビデオ「100～one hundred～」裏面には「バストが1cm大きくなりました（照）」とあり、B100cmと書かれている。特技はパソコン（ブラインドタッチ）。趣味は、ペットのハムスターと遊ぶことと映画観賞で、好きな映画ベスト3は「マイ・フレンド・フォーエバー」、「猿の惑星」、「A.I.」。将来は女優志望だった。この2004年当時ハマっていたものは「カエルグッズ」だと話していたことがある。
写真週刊誌の巨乳グラビアアイドル番付（2004年）では、西関脇だった（横綱は石川夕紀と根本はるみ）。
ビールのキャンペーンガールに挑戦したり、映画出演も控えるなど意欲的だったが、2005年4月30日に開催予定だった「Natural Mystic」発売イベントを、前々日に急病でキャンセル。その後の活動は一切なかった。

## 出演

### バラエティ
- SDM発（フジテレビ）- レギュラー[1][2]
- 女神のChu!（BS日テレ）- レギュラー[1]
- グラビアの美少女（MONDO21）
- 動く！アイドルお宝名鑑アイドルグラフィックTV（BSフジ）
- 中山道（テレビ東京）
- インディーウォーズ（日本テレビ）
- クイズ！好珍プレー2004～1000万円のおせちを狙え（日本テレビ）
- プロ野球オールスター2005  クイズ&ゲームNo.1決定戦（テレビ東京）
- ニューカマーズ（フジテレビ）
- Go-1GP（北海道文化放送）
- 真夏の頂上決戦!!「グラ美」VS「女闘美X」（MONDO21）

### イメージビデオ
- 夢うつつ 田辺はるか（2003年12月25日、イーネット・フロンティア）
- 99 ninety-nine（2004年2月20日、竹書房）
- 田辺はるか（2004年5月31日、ベガファクトリー）
- 日テレジェニック2004 田辺はるか はるかマニア（2004年8月25日、バップ）
- 女神のChu! 田辺はるか TORIKO [虜]（2005年1月26日、バップ）
- Beach Angels 田辺はるか in サムイ（2005年4月21日、バップ）
- Natural Mystic（2005年4月22日、ジャパンホームビデオ）
- 100～one hundred～（2005年5月22日、ジーオーティー）

## 書籍

### 写真集
- 田辺はるかファースト写真集 ninety-nine（2004年2月1日、竹書房） ISBN 978-4-8124-1505-4
- Kissing You 田辺はるか写真集（2004年9月1日、音楽専科社） ISBN 978-4-87279-161-7
- 日テレジェニック2004オフィシャル写真集 田辺はるか -視線-（2004年12月1日、日本テレビ放送網） ISBN 978-4-8203-9921-6

### グラビア
以下は、いずれも表紙。
- Dokiッ！（2004年3月号）
- MAGAZINE BANG（2004年3月特別号）
- ヤングアニマル（2004年6月11日号）
- 週刊特報（2004年6月28日号）
- スコラ（2004年6月号、2004年9月号）
- ヤングチャンピオン（2004年7月13日号No.14）
- 週刊少年チャンピオン（2004年No.35）
- ドカント（2004年8月号、vol.023）
- ウォーB組（2004年10月号）
- 週刊大衆（2004年11月15日号）
- ゲッチュ（2004年12月号）
- 月刊ザ・ベスト・オリジナル（2004年12月号）
- 週刊実話（2004年12月23日号）
- サイゾー（2005年1月号）
- 月刊メルフレ ボンバー（2005年2月号）
- Chuッ！スペシャル（2005年3月号）
- Chuッ！（2005年4月号）

以下は、いずれも表紙以外。
- FRIDAY（2003年12月5日号[8]、2004年2月6日号、2004年6月25日号、2004年9月10日号）
- マガジン・ウォー（2004年2月号、2004年8月号）
- スコラ（2004年2月号、2004年3月号、2004年8月号）
- みこすり半劇場巨乳ちゃん（2004年2月号、2004年4月号）
- PENTHOUSE（2004年3月号）
- 日経エンタテインメント!（2004年3月号）
- ザ・ベストMAGAZINE 別冊 SCRAMBLE（2004年3月号 vol.35）
- g☆girl （2004年4月号）
- コミック ザ・ベストMAGAZINE（2004年4月号）
- コミックまぁるまん（2004年4月号、2004年9月号、2004年11月号）
- 週刊プレイボーイ（2004年4月20日号No.16、2004年7月27日号No.30）
- sabra（2004年4月22日号、2004年12月23日号、2005年5月26日号、2005年12月22日号[9]）
- BOMB別冊Zavada Vol.2（2004年6月）
- UP to boy（2004年6月号）
- アサヒ芸能 エンタメ！（2004年7月号）
- 週刊ファミ通（2004年7月2日号）
- FLASH（2004年7月6日・13日合併号）
- BOMB（2004年8月号）
- 週刊ヤングマガジン（2004年8月30日号No.37・38）
- 週刊大衆（2004年9月27日号）
- Gatsun!（2004年10月号）
- PENT-JAPAN（2004年12月号）
- 週刊ポスト（2004年12月17日号）
- ビキニーズ2（週刊ヤングマガジン特別編集、2004年12月17日）
- ヤングチャンピオン（2005年1月11日号No.2）
- 週刊少年マガジン（2005年1月19日号No.4・5）
- kissui（2005年6月号）
- eonna（2005年6月号、2005年9月号）
- DVDスコラ（2007年11月号増刊vol.2）[10]　他

### その他
- デスクトップギャルコレクション（2004年5月、2004年6月）
- 田辺はるか 2005年度カレンダー（トライエックス）
- @misty（No.111、No.116）
- CD-R写真集「White BIKINI」
- ウェブ宝島城（2004年8月カバーガール）
- 日テレジャンボリー（2004年8月7日、Tシャツファクトリー・スペシャル店長）※日テレジェニックとして
- 24時間テレビ 愛は地球を救う27（2004年8月21・22日）※日テレジェニックとして
- ベストヒット歌謡祭（2004年11月27日）※日テレジェニックとして
- 2005アバンギャルド・トレカ
- 等身大シーツカバー（idol-online.net）